# Horní Výšina
Horní Výšina, bis 1948 Ringelberg, 1948–1960 Výšina  ist ein Ortsteil der Gemeinde Halže im Okres Tachov, Tschechien. Er liegt westlich von der Stadt Tachov (Tachau) im Oberpfälzer Wald (Český les).
Südöstlich des Dorfes wird im Bereich der Wüstung Lučina (Sorghof) die Mies in der Talsperre Lučina angestaut.

## Geschichte
Ringelberg ist nach dem Dreißigjährigen Krieg im Grenzwald westlich der Stadt Tachau entstanden, zusammen mit anderen Streusiedlungen, wie zum Beispiel Galtenhof. Die ersten „Waldhäusl“-Ansiedlungen sind bereits zur Zeit der Herrschaft Tachau unter Baron Johann Philipp Husmann (tschechisch Jan Filip Husmann) entstanden, die eigentliche Besiedelung des Ortes Ringelberg hat aber erst lange nach dessen Tod, etwa ab 1670 begonnen. Der Name Ringelberg – die Häuser waren „rings um den Berg“ gebaut – wird erstmals im Theresianischen Kataster von 1713 erwähnt. Zu dieser Zeit bestand der Ort aus 33 Häusern.
Ringelberg gehörte unter der Herrschaft der Habsburger zur ehemaligen Österreichischen Monarchie. Die Grenze zu Bayern verlief im Westen wenige Kilometer von der Ortschaft entfernt. Dabei blieb es auch nach dem Zerfall des Österreichischen Kaiserreiches 1918 und der Gründung der ersten Tschechoslowakischen Republik.
Die Seelsorge für die Bewohner wurde zunächst von Tachau her wahrgenommen. Nach der Auflösung des Paulaner-Klosters in Heiligen bei Tachau durch Kaiser Josef II. ist dann in Hals aufgrund kaiserlicher Verfügung vom 15. Februar 1787 für den ehemaligen westlichen Teil des Tachauer Kirchspiels eine eigene Pfarrei entstanden, zu der außer Hals letztlich die Orte Ringelberg, Galtenhof und Planer Brand gehörten.
Ein neues Schulhaus wurde 1881 errichtet. Außer der Schule hatte die Gemeinde Ringelberg keinen nennenswerten Grundbesitz.

Denkmal für die Gefallenen des Ersten Weltkrieges in Horní Výsina

Die Zahl der Einwohner belief sich im Jahre 1930 auf 576 Personen in 110 Häusern und ist bis zum Jahre 1939 auf 513 Personen gesunken. In der Landwirtschaft waren 23 Landwirte mit mehr als 5 ha tätig sowie 39 „Häusler“, die zwischen 2 und 5 ha ihr eigen nannten. Oft waren die Kleinlandwirte auf einen zweiten Verdienst angewiesen, etwa als Waldarbeiter oder Fabrikarbeiter im benachbarten Galtenhof. Eine 1866 gegründete Schuhleistenfabrik wurde später von den Brüdern Träger als Holzdrechselei gepachtet.
Nach dem Münchner Abkommen wurde der Ort dem Deutschen Reich zugeschlagen und gehörte bis 1945 zum Landkreis Tachau.
Der Zweite Weltkrieg endete für die Bevölkerung mit dem Einmarsch amerikanischer Truppen von Galtenhof her, die nach Hals weiterzogen. Im Herbst 1946 hatten alle zwangsweise ausgesiedelten Deutschen das Dorf verlassen. 1948 wurde die Gemeinde Ringelberg in Výšina umbenannt. 1953 verlor die Gemeinde ihre Selbständigkeit und wurde zum Ortsteil von Obora. Zum 1. Juli 1960 erfolgte die Teilung von Výšina; Horní Výšina wurde nach Halže umgemeindet, Dolní Výšina kam zur Gemeinde Lučina. 1991 hatte der Ort 13 Einwohner. Im Jahre 2001 bestand das Dorf aus 8 Häusern, in denen 15 Menschen lebten.

## Ortsgliederung
Der Ortsteil Horní Výšina bildet den Katastralbezirk Výšina.